# 개머리판

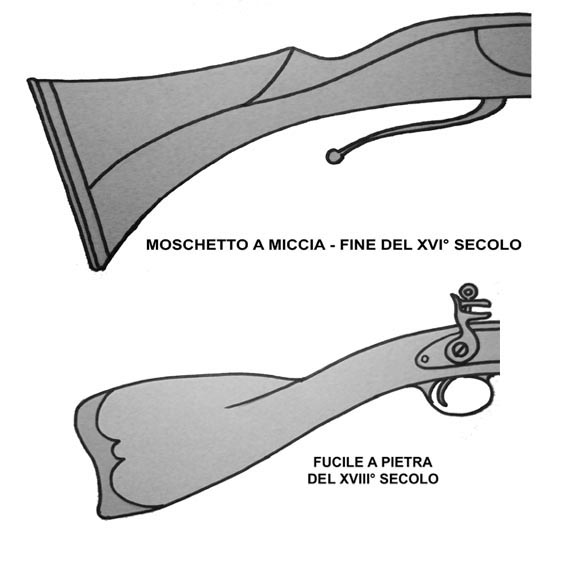

개머리판(개머리板, 영어: Buttstock)은 소총을 비롯한 소화기류에서 총신을 비롯한 여타 격발 구조물들이 부착되는 몸통이다. 사격시 개머리판은 사수의 어깨에 위치하여 약실 폭발의 반동을 받아내는 역할을 한다.